# Richard Salzmann
Richard Salzmann (10. května 1929 Plzeň  – 2. října 2023) byl český politik, právník a finančník, bývalý senátor za obvod č. 59 – Brno-město, bývalý ředitel Komerční banky a člen ODS.

## Vzdělání, profese a rodina
Vystudoval Právnickou fakultu Univerzity Karlovy v Praze. Mezi lety 1954–1989 pracoval ve Státní bance československé, začínal na přepážce v Karlových Varech, roku 1967 se podílel v ústředí na přípravě bankovní reformy. V lednu 1990 přešel do Komerční banky, kde mezi lety 1992–1998 zastával funkci generálního ředitele, z postu odstoupil měsíc před platností zákona, který souběh funkcí senátora a šéfa banky zakazoval. Po jeho odchodu musel stát odkoupit 83 miliard špatných úvěrů. Tehdejší vedení banky bylo trestně stíháno, na Salzmanna se obvinění nevztahovala, neboť se podstatných jednání neúčastnil. V období 1993–1996 předsedal Burzovní komoře Burzy cenných papírů v Praze. Byl ženatý, s manželkou Evou vychoval dvě dcery, Evu a Barboru.

## Politická kariéra
V letech 1966–1970 byl členem KSČ, v roce 1991 vstoupil do ODS.
Ve volbách 1996 se stal členem horní komory českého parlamentu, když v obou kolech porazil sociálního demokrata Jaroslava Mezníka v obvodu č. 59 – Brno-město. V senátu zasedal v Ústavně-právním výboru a vykonával post místopředsedy Volební komise v letech 1996–1998, a v období 1998–2000 na stejné pozici působil ve Výboru pro evropskou integraci. Ve volbách 2000 svůj mandát neobhajoval.